# Gołkowo (województwo kujawsko-pomorskie)
Gołkowo – wieś w Polsce położona w województwie kujawsko-pomorskim, w powiecie brodnickim, w gminie Górzno.

## Podział administracyjny
W latach 1975–1998 miejscowość administracyjnie należała do województwa toruńskiego.

## Demografia
Według Narodowego Spisu Powszechnego (III 2011 r.) liczyło 335 mieszkańców. Jest czwartą co do wielkości miejscowością gminy Górzno.